# Heyrieux
Heyrieux ist eine französische Gemeinde mit 4.824 Einwohnern (Stand: 1. Januar 2022) im Département Isère in der Region Auvergne-Rhône-Alpes; sie gehört zum Arrondissement Vienne und zum  Kanton La Verpillière. Die Bewohner werden Heyriards und Heyriardes genannt.
Die Gemeinde erhielt 2022 die Auszeichnung „Eine Blume“, die vom Conseil national des villes et villages fleuris (CNVVF) im Rahmen des jährlichen Wettbewerbs der blumengeschmückten Städte und Dörfer verliehen wird.

## Geografie
Heyrieux liegt südöstlich von Lyon. Hier entspringt der Fluss Ozon. Umgeben wird Heyrieux von den Nachbargemeinden Grenay im Norden und Nordosten, Saint-Quentin-Fallavier im Osten, Bonnefamille und Diémoz im Südosten, Valencin im Südwesten, Saint-Pierre-de-Chandieu im Westen und Nordwesten. 
Durch die Gemeinde führt die frühere Route nationale 518.

## Bevölkerungsentwicklung
| Jahr                       | 1962 | 1968 | 1975 | 1982 | 1990 | 1999 | 2006 | 2017 |
| -------------------------- | ---- | ---- | ---- | ---- | ---- | ---- | ---- | ---- |
| Einwohner                  | 1475 | 1733 | 2473 | 3270 | 3872 | 4163 | 4587 | 4731 |
| Quellen: Cassini und INSEE |      |      |      |      |      |      |      |      |

## Sehenswürdigkeiten
- Kirche L’Assomption
- Oratorium Notre-Dame-de-la-Salette aus dem 19. Jahrhundert
- Schloss Heyrieux aus dem 15. Jahrhundert
- Schloss Maille aus dem 18. Jahrhundert
- Schloss Rajat aus dem 20. Jahrhundert
- Herrenhaus Le Colombier aus dem 15. Jahrhundert

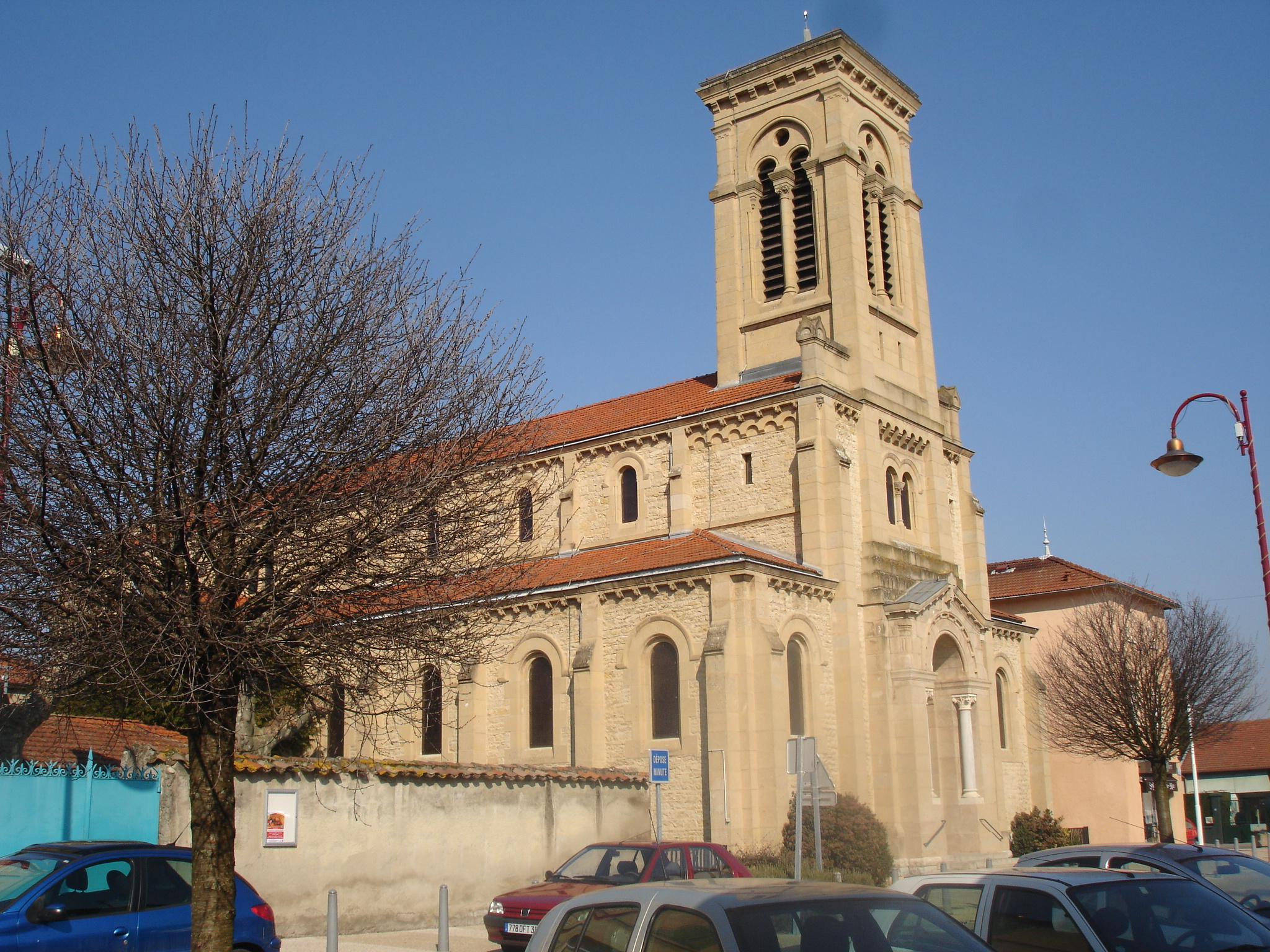
Kirche L’Assomption
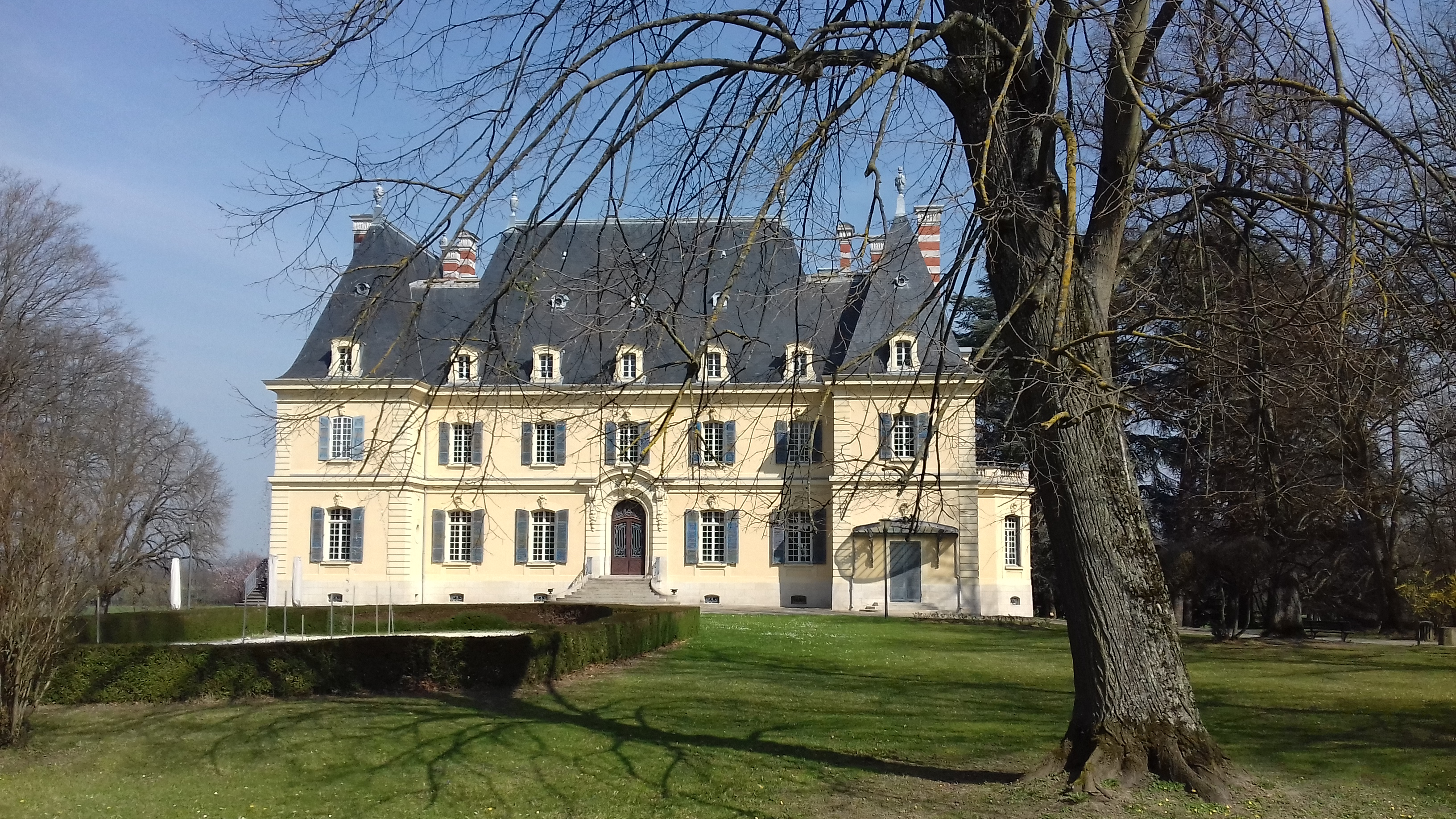
Schloss Rajat

## Gemeindepartnerschaft
Die Gemeinde unterhält seit 1999 eine Städtepartnerschaft mit Busnago in der Region Lombardei in Italien.